# Урожайное (Симферопольский район)
Урожа́йное (до 1953 года Бруси́лово, до 1948 года Чуюнча́, Чоюнчи́; укр. Урожайне, крымскотат. Çoyunçı, Чоюнчы) — село в Симферопольском районе Республики Крым, центр Урожайновского сельского поселения (согласно административно-территориальному делению Украины — Урожайновского сельского совета Автономной Республики Крым).

## Население
| 2001 | 2014  | 2021  |
| ---- | ----- | ----- |
| 3474 | ↘3350 | ↗3679 |

Всеукраинская перепись 2001 года показала следующее распределение по носителям языка
| Язык             | Процент |
| ---------------- | ------- |
| русский          | 57,23   |
| крымскотатарский | 29,88   |
| украинский       | 10,91   |
| другие           | 0,55    |

### Динамика численности
| - 1805 год — 161 чел. - 1864 год — 52 чел. - 1886 год — 153 чел. - 1887 год — 106 чел. - 1892 год — 120 чел. - 1902 год — 122 чел. | - 1915 год — 15/11 чел. - 1926 год — 122 чел - 1974 год — 2414 чел. - 1989 год — 3976 чел. - 2001 год — 3474 чел. - 2014 год — 3350 чел. |

## Современное состояние
В Урожайном 25 улиц и 3 квартала, площадь, занимаемая селом, 341,6 гектара, на которой в 1214 дворах, по данным сельсовета на 2009 год, числилось 3,6 тыс. жителей. В селе действуют муниципальное бюджетное общеобразовательное учреждение «Урожайновская школа» и детский сад «Берёзка», амбулатория, церковь святого благоверного князя Александра Невского, работали 2 магазина Крымпотребсоюза.

## География
Село Урожайное расположено в центре района, примерно в 17 километрах (по шоссе) к северу от Симферополя, ближайшая железнодорожная станция Симферополь — примерно в 13 километрах. Урожайное находится на южной окраине степной зоны Крыма, в долине Чуюнчи, протянувшись вдоль реки на 6 километров, высота центра села над уровнем моря 175 м. Соседние сёла: Чайкино — около 0,7 километра ниже по долине и Солнечное — в 2 километрах к юго-западу. Транспортное сообщение осуществляется по региональной автодороге 35Н-549 от шоссе 35А-002 граница с Украиной — Симферополь — Ялта (по украинской классификации С-0-11356).

## История
По мнению кандидата филологических наук Наримана Ремзиевича Абдульвапова, поддержанному прфессиональными историками, на начальном этапе распространения ислама в Крыму (XIII—XIV век) селение, наряду с некоторыми соседними, составляло один из «четырёх очагов» («дерт-оджак») — мусульманских религиозно-духовных центров Крыма. Первое документальное упоминание деревни, как Чоюнчи Чоюнчинскаго Бешпаре кадылыка Акъмечетскаго каймаканства встречается в Камеральном Описании Крыма 1784 года. После присоединения Крыма к России (8) 19 апреля 1783 года, (8) 19 февраля 1784 года, именным указом Екатерины II сенату, на территории бывшего Крымского Ханства была образована Таврическая область и деревня была приписана к Симферопольскому уезду. После Павловских реформ, с 1796 по 1802 год, входила в Акмечетский уезд Новороссийской губернии. По новому административному делению, после создания 8 (20) октября 1802 года Таврической губернии, Чуюнчи был приписан к Кады-Койской волости Симферопольского уезда.
По Ведомости о всех селениях в Симферопольском уезде состоящих с показанием в которой волости сколько числом дворов и душ… от 9 октября 1805 года в деревне Чуюнчи числилось 32 двора заселённых 161 крымским татарином, на землях майора Манаси (на карте генерал-майора Мухина 1817 года в Чуюнчу 21 двор). В результате волостной реформы 1829 года, согласно «Ведомости о казённых волостях Таврической губернии», деревню отнесли к Сарабузской волости. На карте 1836 года в деревне 25 дворов, как и на карте 1842 года.

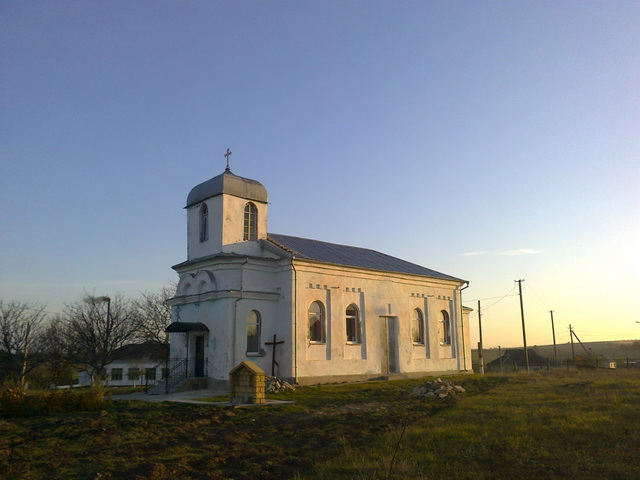
Церковь Святого Благоверного князя Александра Невского, вторая половина 19 века

В 1860-х годах, после земской реформы Александра II, деревня осталась в составе преобразованной Сарабузской волости. Согласно «Памятной книжке Таврической губернии за 1867 год», деревня Чуюнчи была покинута жителями в 1860—1864 годах, в результате эмиграции крымских татар, особенно массовой после Крымской войны 1853—1856 годов, в Турцию и заселена переселенцами из Курской губернии.
В «Списке населённых мест Таврической губернии, по сведениям 1864 года», по результатам VIII ревизии 1864 года, в татарско-русской деревне Чуюнча имелось 30 дворов, 52 жителя и 2 мечети при рекѣ Чуюнчѣ (на трёхверстовой карте 1865—1876 года в Чуюнчи дворов показано 10). На 1886 год в деревне Чуюнча, согласно справочнику «Волости и важнѣйшія селенія Европейской Россіи», проживало 153 человека в 14 домохозяйствах, действовала мечеть. По «Памятной книге Таврической губернии 1889 года», по результатам Х ревизии 1887 года, в Чуюнчи 17 дворов и 106 жителей.
После земской реформы 1890-х годов деревню передали в состав новой Подгородне-Петровской волости. По «…Памятной книжке Таврической губернии на 1892 год» в деревне Чуюнча, входившей Сарабузское сельское общество, числилось 120 жителей в 20 домохозяйствах, из которых в з дворах проживало 10 безземельных, остальные владели 342 десятинами общинной земли. По «…Памятной книжке Таврической губернии на 1902 год» в деревне Чуюнча, входившей в Сарабузское сельское общество, числилось 122 жителя в 17 домохозяйствах. На 1914 год в селении действовала земская школа. По Статистическому справочнику Таврической губернии. Ч.II-я. Статистический очерк, выпуск шестой Симферопольский уезд, 1915 год, в деревне Чуюнча Подгородне-Петровской волости Симферопольского уезда, числилось 25 дворов с русским населением в количестве 155 человек приписных жителей и 11 — «посторонних», из которых 88 мужчин и 78 женщин. Жители владели 349 десятинами удобной земли. В хозяйствах имелось 70 лошадей, 10 волов, 73 коровы и 95 голов мелкого скота.

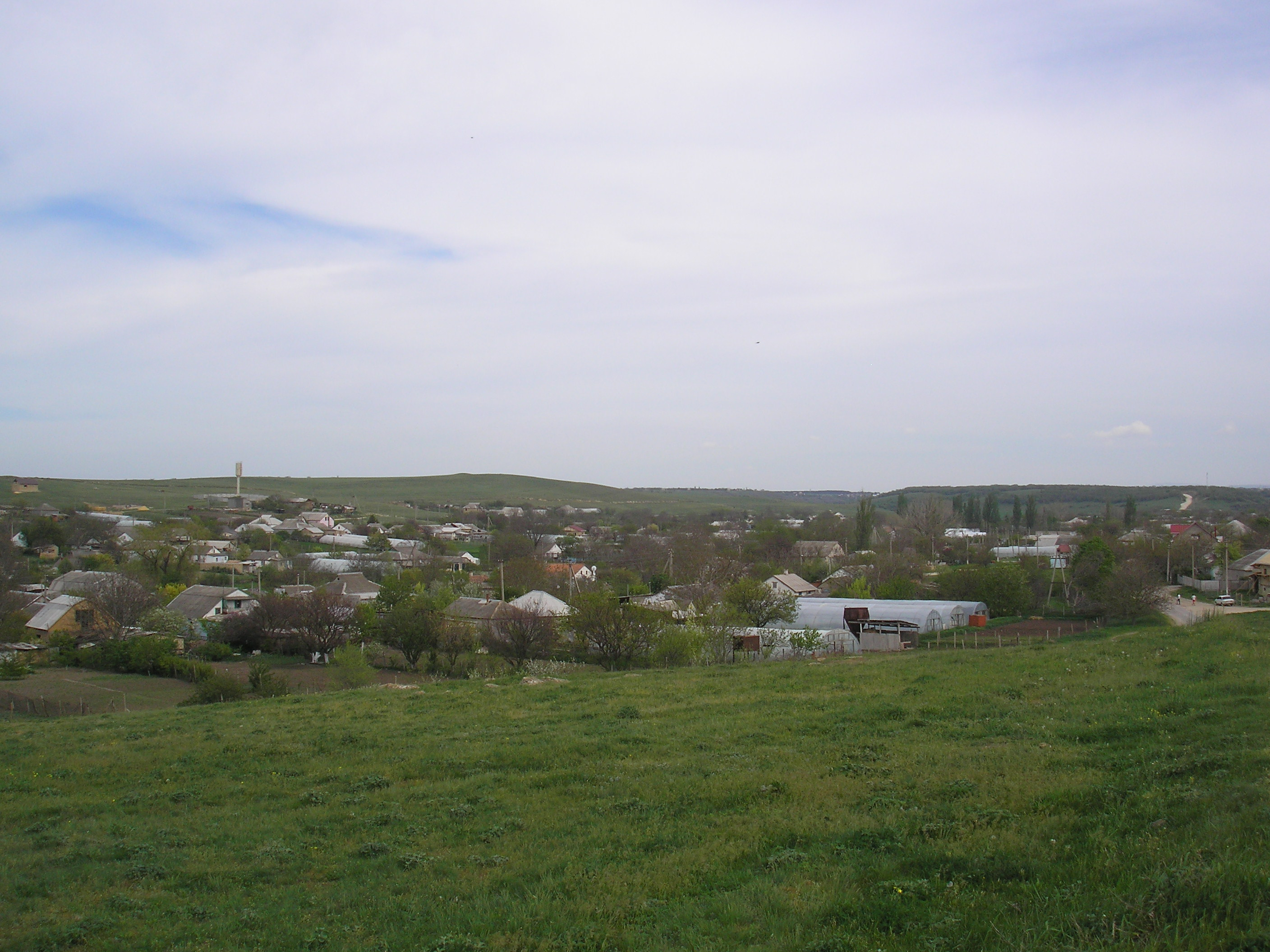

После установления в Крыму Советской власти, по постановлению Крымревкома от 8 января 1921 года была упразднена волостная система и село включили в состав вновь созданного Сарабузского района Симферопольского уезда, а в 1922 году уезды получили название округов. 11 октября 1923 года, согласно постановлению ВЦИК, в административное деление Крымской АССР были внесены изменения, в результате которых был ликвидирован Сарабузский район и образован Симферопольский и село включили в его состав. Согласно Списку населённых пунктов Крымской АССР по Всесоюзной переписи 17 декабря 1926 года, в селе Чуюнча, центре Чуюнчинского, упразднённого к 1940-му году сельсовета (в совет также входили сёла Чуйке, Тегеш-Эли и Барак-Эли) Симферопольского района, числилось 57 дворов, из них 53 крестьянских, население составляло 259 человек. В национальном отношении учтено: 149 русских, 7 украинцев, 1 белорус, 1 татарин, 1 записан в графе «прочие», действовала русская школа.
В 1944 году, после освобождения Крыма от фашистов, 12 августа 1944 года было принято постановление № ГОКО-6372с «О переселении колхозников в районы Крыма» и в сентябре 1944 года в район приехали первые новоселы (214 семей) из Винницкой области, а в начале 1950-х годов последовала вторая волна переселенцев из различных областей Украины. С 25 июня 1946 года Чуюнча в составе Крымской области РСФСР. Указом Президиума Верховного Совета РСФСР от 18 мая 1948 года село Чуюнча переименовано в Брусилово, а указом Президиума ВС РСФСР от 5 августа 1953 года Брусилово было переименовано в Урожайное. 26 апреля 1954 года Крымская область была передана из состава РСФСР в состав УССР. Решением облисполкома от 10 августа 1954 года был образован Урожайновский сельсовет с центром в Урожайном. Решением Крымоблисполкома от 8 сентября 1958 года № 834 сёла Загорское и Свердлово были объединены с Урожайным, «как фактически слившиеся между собой». Указом Президиума Верховного Совета УССР «Об укрупнении сельских районов Крымской области», от 30 декабря 1962 года Симферопольский район был упразднён и село присоединили к Бахчисарайскому. 1 января 1965 года, указом Президиума ВС УССР «О внесении изменений в административное районирование УССР — по Крымской области», вновь включили в состав Симферопольского. На 1974 год в Урожайном числилось 2414 жителей, по переписи 1989 года проживало 3976 человек. С 12 февраля 1991 года село в восстановленной Крымской АССР, 26 февраля 1992 года переименованной в Автономную Республику Крым. С 21 марта 2014 года в составе Крыма аннексировано Россией.